# Фонд Фрідріха Науманна за Свободу

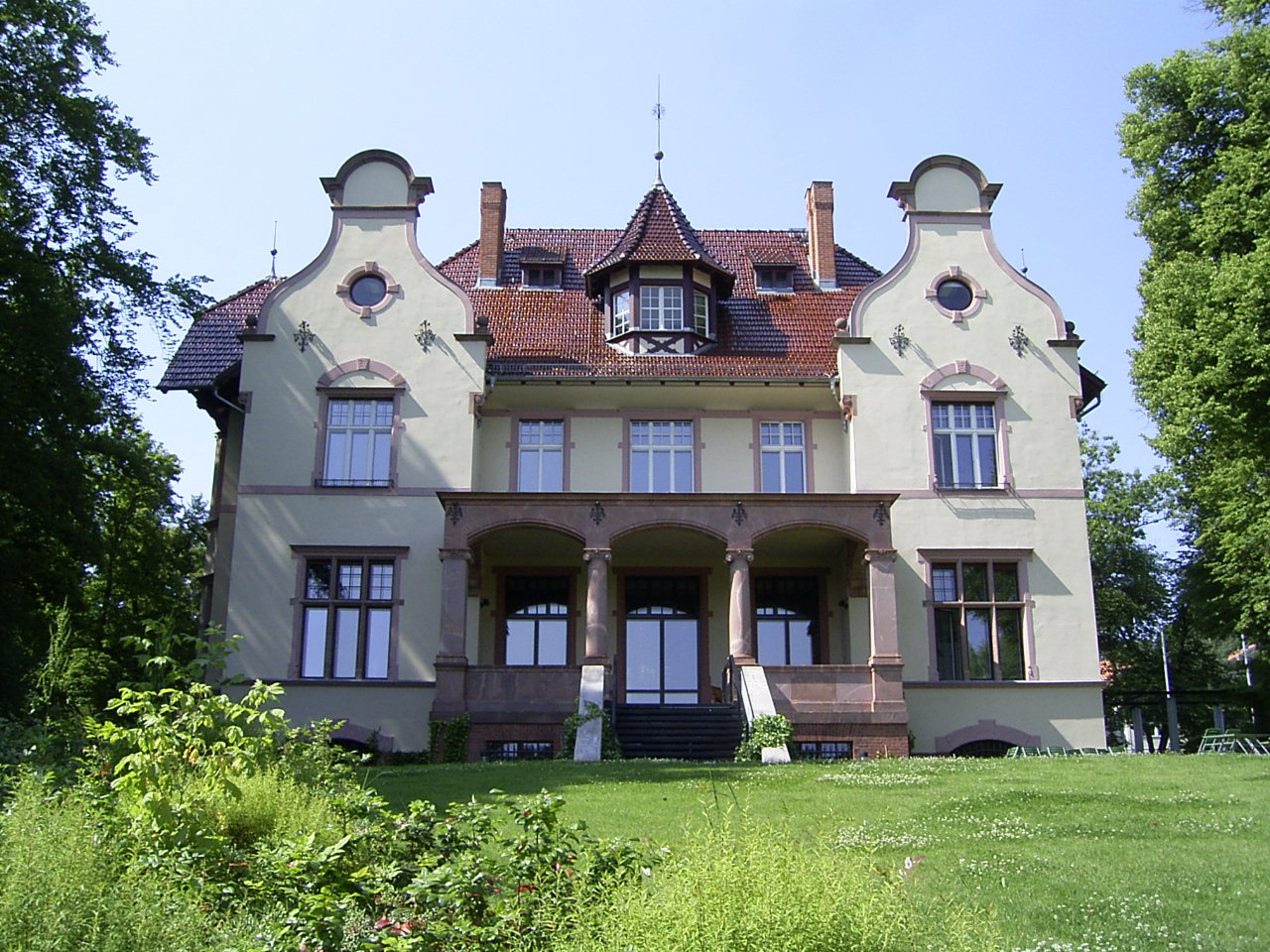
Вілла Трумена в Потсдамі, штаб-квартира фонду

Фонд Фрідріха Науманна за свободу (FNF) є одним із семи партійних фондів на федеральному рівні та єдиним, який фактично має юридичну форму . Він був заснований у 1958 році і базується в Потсдамі - Бабельсберзі. Фонд близький до Вільної демократичної партії Німеччини FDP і названий на честь ліберального політика Фрідріха Наумана (1860–1919). Фонд є членом Європейської мережі німецького руху  та Європейського ліберального форуму. Доповнення «За свободу» є частиною назви фонду з 2007 року. 

## Історія
Фонд Фрідріха Науманна був заснований 19 травня 1958 року на віллі Гаммершмідт Теодором Хойсом та близьким колом друзів-ліберальних політиків та інтелектуалів навколо Вальтера Ербе, Пауля Люхтенберга, Райнгольда Майєра, Ганса Вольфганга Рубіна, Доротеї фон Вельсен та інших і названий на честь ліберального політика Фрідріха Науманна.
Фонд був названий з ініціативи Теодора Хойсса, який свідомо хотів встановити зв'язок зі школою громадян, заснованою його наставником Фрідріхом Науманном у Берліні в 1918 році, яка зробила видатний внесок у політичну освіту наприкінці Першої світової війни. На першому заході нової фундації в Годесберзькому редуті Хойс публічно говорив про «спадщину Науманна»[1] і таким чином визначив напрямок діяльності фонду: він мав стати інтелектуальним центром німецького лібералізму та закласти основи демократичної свідомості населення другого повоєнного періоду через громадянську політичну освіту[2]. Однак багато питань залишалися відкритими, передусім стосунки з СвДП, точна концептуальна орієнтація фундації та її фінансова основа[3].
З десятиліттями завдання фонду значно розширилися. Робота за кордоном почалася в 1964 році, «Політичний архів» FDP (сьогодні Архів лібералізму) був придбаний у 1968 році, сприяння обдарованим студентам почалося в 1973 році, а Ліберальний інститут був заснований як ліберальний аналітичний центр у 1995 році.
З 1959 року офіс Фундації знаходиться в Бонні, з 1962 року - в Бад-Годесберзі, а з 1984 року - в Кенігсвінтері (Маргаретенхое). У 2000 році Фонд переїхав до Потсдама, район Бабельсберг, спочатку до Веберпарку, а у квітні 2001 року - до вілли Трумена на Карл-Маркс-штрассе. З 1967 року Фонд працює в Академії Теодора Хойсса в Гуммерсбаху, яка стала центральним місцем проведення освітніх заходів. Це також єдиний освітній центр Фонду, який існує безперервно донині, незважаючи на кілька планів його продажу (1975/76 та на початку 1980-х років) та рішення про закриття наприкінці 1990-х.[1] У 1990-х роках з'явилися інші освітні центри в Констанці (Waldhaus Jakob), Лауенбурзі/Ельбі (Zündholzfabrik) та Коттенгайде у Фогтланді (Wolfgang-Natonek-Akademie). Донині триває співпраця з освітнім центром Villa Lessing у Саарбрюккені, який організовує заходи в Саарланді[2].

## Цілі та завдання
За власною оцінкою[1], Фонд є «фундаментом ліберальної політики у Федеративній Республіці Німеччина. Його мета - сприяти реалізації принципу свободи в людській гідності в усіх сферах життя суспільства та надавати політичну освіту, як у Німеччині, так і разом з партнерами за кордоном».
Фонд має вісім земельних і регіональних представництв у Німеччині та співпрацює з дванадцятьма земельними фондами ліберальної політики, які активно працюють у сфері політичної освіти у федеральних землях. Загалом Фонд організовує понад 1 000 заходів на рік. Фонд має регіональні представництва в регіонах Центральної, Східної та Південної Європи, в країнах Середземномор'я, Латинської Америки, Африки, Південної Азії, а також Південно-Східної та Східної Азії. Загалом фонд працює у понад шістдесяти країнах світу. Фонд спеціалізується на політичній освіті, комунікації та міжнародних справах[1].
Робота фонду зосереджена на таких основних темах:[1].
- Соціальна ринкова економіка
- Відкрите суспільство
- Освіта
- Міжнародна політика
- Права людини і громадянські свободи

## Фінансування
Згідно з річним звітом за 2022 рік, 96 відсотків бюджету фонду, що становить близько 84 мільйонів євро, фінансується за рахунок федеральних грантів. Інші фінансові внески надходять переважно від федеральних земель та інших регіональних органів влади. Таким чином, фонд в основному фінансується за рахунок податкових надходжень[1].

## Особи та комітети
Рада директорів Фонду складається з п'яти почесних членів. Вони обираються Опікунською радою строком на чотири роки. Нинішня Рада директорів працює з вересня 2018 року[1].
Голова Фонду Фрідріха Науманна з 1958 року:
- Walter Erbe, 1958–1961
- Paul Luchtenberg, 1961–1970
- Hans Wolfgang Rubin, 1970–1982
- Ральф Дарендорф, 1982–1987
- Wolfgang Mischnick, 1987–1995
- Otto Graf Lambsdorff, 1995–2006
- Wolfgang Gerhardt, 2006–2018
- Karl-Heinz Paqué, seit 2018

Окрім Голови, до складу Правління входять наступні члени (станом на червень 2024 року):[1].
- Сабіна Лойтессер-Шнарренбергер, заступник голови
- Флоріан Ренч, скарбник
- Марен Джаспер Вінтер
- Енн Брассер

Колишній голова Вольфганг Герхардт був призначений почесним головою радою опікунів фонду в грудні 2018 року і обіймав цю посаду до своєї смерті у вересні 2024 року. 

### Опікунська рада
Завданням Опікунської ради Фонду є моніторинг роботи Правління та надання йому консультацій. Члени Опікунської ради призначаються Правлінням строком на шість років.
З 2020 року головою опікунської ради є Людвіг Теодор Хойс . 
Уолтер Шеель був почесним головою опікунської ради до своєї смерті в 2016 році. Юрген Морлок є почесним головою з 2020 року.

### Правління
З грудня 2021 року генеральним менеджером фонду є Аннетт Вітте. Вона замінила Штеффена Заебіша, який обійняв цю посаду в 2014 році. 

## Внутрішня діяльність
У Німеччині Фонд Фрідріха Науманна сприяє участі в політичному житті за допомогою своїх федеральних і земельних програм і надає інформацію про політичні процеси та розвиток лібералізму в історії ідей. 
Відділ громадянської освіти організовує освітні заходи через регіональні та земельні офіси, а також у центральному навчальному закладі - Академії ім. Теодора Хойсса в Гуммерсбаху. Відділ громадянської освіти також організовує підтримку обдарованих учнів.

## Регіональне співробітництво
З середини 1960-х років були створені державні фонди, які співпрацюють з державними та регіональними офісами у федеральних землях. Після 1990 року освітня робота була поширена на східнонімецькі федеральні землі.

Фонд Фрідріха Науманна за Свободу співпрацює з наступними ліберальними феральними фондами:
- Reinhold-Maier-Stiftung, Baden-Württemberg, 1977
- Thomas-Dehler-Stiftung, Bayern, 1971
- Karl-Hamann-Stiftung, Brandenburg, 1991
- Liberale Gesellschaft Bremen, Bremen 1965
- Dr.-Emilie-Kiep-Altenloh-Stiftung, Hamburg, 1979
- Karl-Hermann-Flach-Stiftung, Hessen, 1977
- Arno-Esch-Stiftung, Mecklenburg-Vorpommern, 2009
- Rudolf-von-Bennigsen-Stiftung, Niedersachsen, 1980
- Wolfgang-Döring-Stiftung, Nordrhein-Westfalen, 1967
- Villa Lessing – Liberale Stiftung Saar, Saarland, 2012
- Wilhelm-Külz-Stiftung, Sachsen, 1991
- Erhard-Hübener-Stiftung, Sachsen-Anhalt, 1993

## Об'єкти та місця розташування в Німеччині

### Гуммерсбах

#### Академія Теодора Хойсса
Theodor Heuss Academy (THA) у Гуммерсбаху - Нідерзесмарі є центральним навчальним закладом фонду, який щороку пропонує понад 100 внутрішніх і зовнішніх семінарів, які здебільшого тривають кілька днів.  Заклад названо на честь Теодора Хойсса, першого федерального президента Федеративної Республіки Німеччина. Директором-засновником навчального закладу був Горст Дальгауз. Письменник Рольф Шроерс очолював академію з 1968 по 1980 рік, а Клаус Фюссманн є її директором з початку 2013 року. 

#### Архів лібералізму

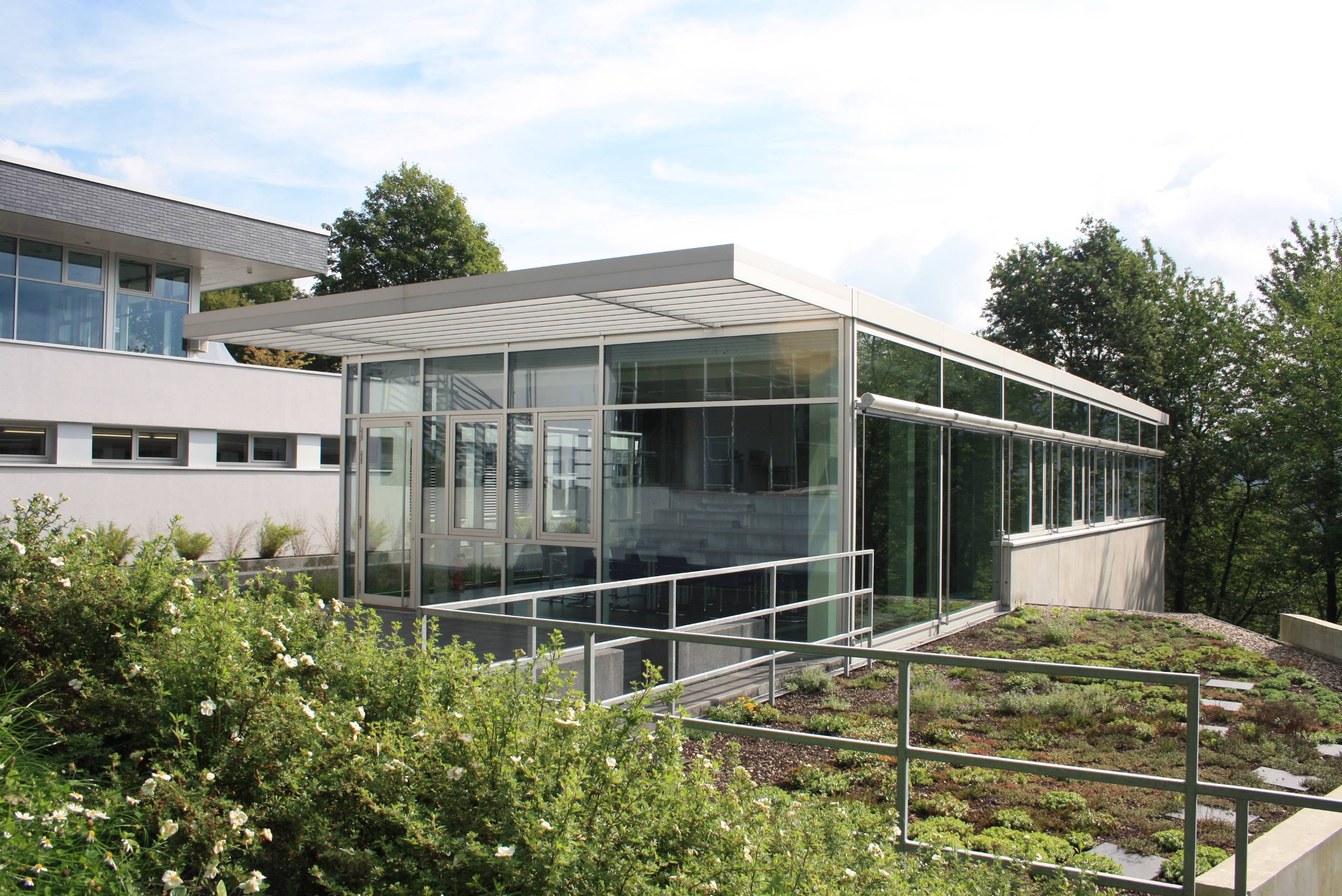
Архів лібералізму в Гуммерсбаху

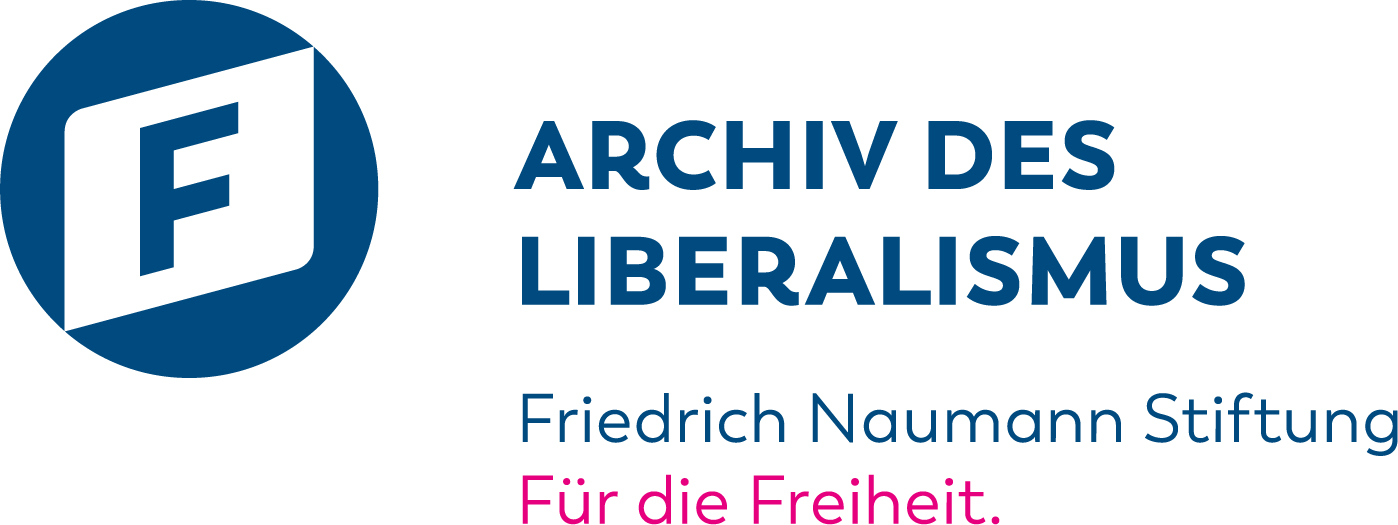
Логотип архіву

Архів лібералізму (ADL) існує з 1968 року (як архів СвДП з 1948 року) і тому є найстарішим з шести архівів політичних фондів Німеччини. Спочатку він розташовувався в Бонні, а з 1984 року знаходиться в Гуммерсбаху як додаток до Академії Теодора Хойсса. Він збирає документи з історії організованого лібералізму. Окрім файлів, він також включає друковані матеріали, листівки, плакати та інші рекламні матеріали, а також фотографії, фільми, відео, аудіокасети та цифрові носії інформації (включаючи веб-сайти). Архів також містить бібліотеку з історії та сьогодення лібералізму. Колекції зосереджені на Німеччині та періоді після 1945 року.
Окрім «класичних» завдань, архів займається політичною освітою через співпрацю зі школами та публічні лекції. Він також співпрацює з низкою університетів. Він також досліджує історію лібералізму через наукові конференції, лекції та публікації. З 2011 року архів очолює вуппертальський історик Евальд Ґроте.
Евальд Гроте — один з шести редакторів Jahrbuch zur Liberalismus-Forschung (Щорічника досліджень лібералізму), який очолює редакційну групу разом з Вольтером фон Кізеріцкі в Потсдамі.

#### Міжнародний обмін та навчання
Одним із напрямків міжнародної роботи в Німеччині є Відділ міжнародних обмінів та навчання (IAF), який розпочав свою діяльність у 1988 році як Міжнародна академія розвитку та свободи в Сінтрі, Португалія, а з 1995 року базується в Академії Теодора Хойсса в Гуммерсбаху як Міжнародна академія для керівників[1]. IAF організовує одно- та двотижневі семінари та воркшопи, а також програми «в'їзду» в Німеччину для керівників та молодших керівників з усього світу, що є партнерами Фонду. Це платформа для міжкультурних зустрічей, міжнародного діалогу та глобального обміну знаннями. Під час програм розробляються та обговорюються ліберальні рішення поточних проблем, зокрема глобальних. Відділ IAF очолює Беттіна Золінгер.
З 2005 року деякі семінари також підтримуються як інтегроване навчання з онлайн-семінарами Міжнародної електронної академії, які пропонуються як підготовчі, так і кваліфікаційні курси. У 2008 році вона отримала Європейську нагороду в галузі електронного навчання (eureleA).

### Берлін

#### Столичний офіс

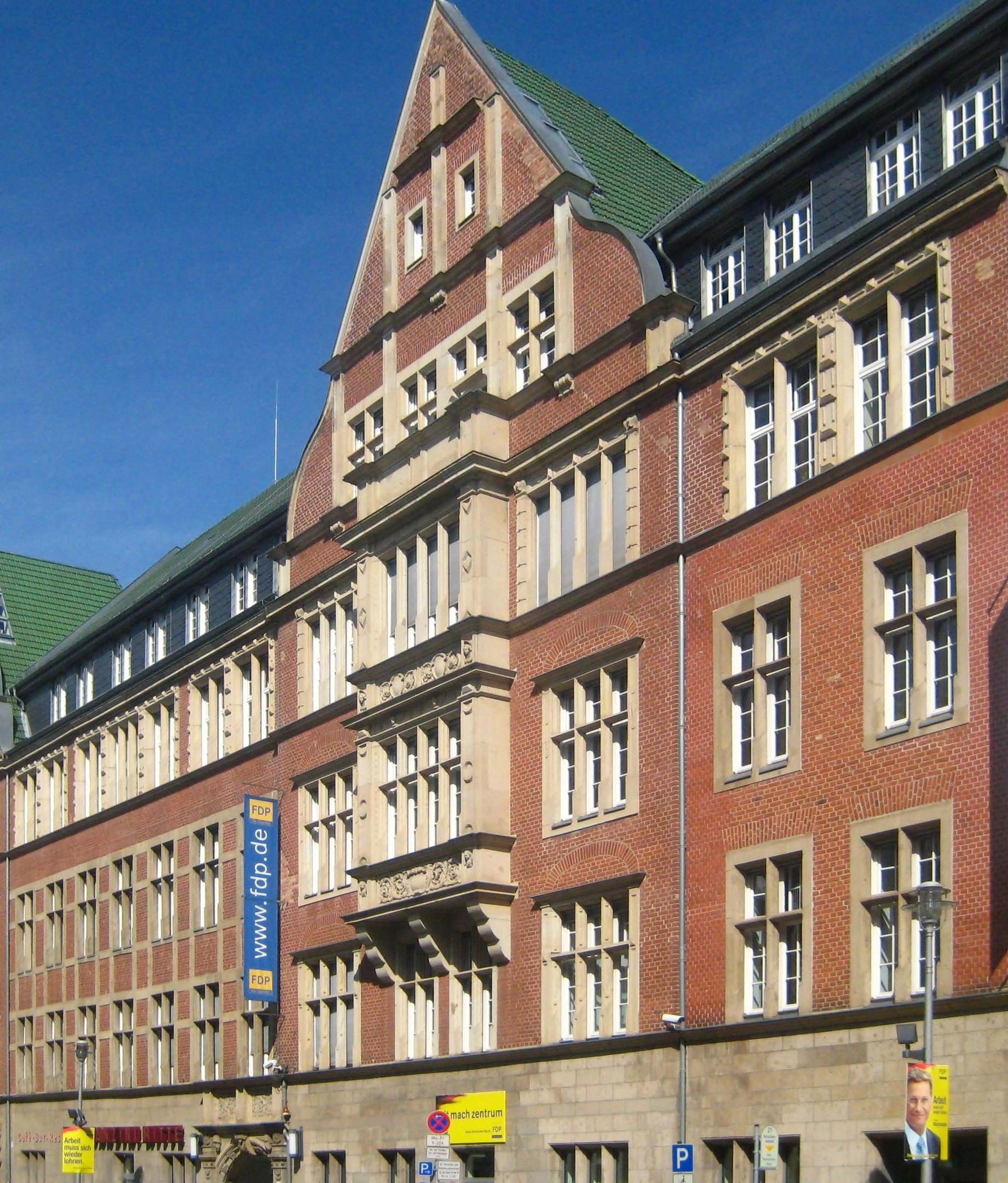
Берлін, Рейнхардтштрассе

З 2000 року Фонд має столичний офіс у Будинку Ганса Дітріха Геншера в Берліні. Тут розташовані комунікаційний відділ, Ліберальний інститут та регіональний офіс Берлін-Бранденбург. 1 січня 2019 року столичний офіс очолив Хільмар Заттлер.

#### Інститут лібералізму
Заснований у 1995 році, Інститут лібреалізму є аналітичним центром Фонду, який досліджує питання про те, який внесок ліберальні ідеї та принципи можуть зробити у формування майбутнього. Для реалізації освітньої місії Фонду Фрідріха Науманна за Свободу Інститут лібреалізму розробляє ідеї для ліберальної політики разом з експертами з академічних кіл, наукових досліджень та громадянського суспільства.[1] З 2021 року Інститут лібреалізму очолює Юстус Ленц.

### Потсдам

#### Підтримка обдарованих осіб
Стипендіальна програма Фонду надає стипендії студентам і докторантам. Перша програма підтримки обдарованих студентів була започаткована у листопаді 1973 року з 17 учасниками. Стипендіати фонду також створили мережу випускників у 1987 році.[1] Йоганнес Бергер є речником правління з 2018 року.[2] Метою стипендіальної програми є підтримка студентів та молодих науковців з ліберальним бекграундом. У 2020 році фонд підтримав 1 214 стипендіатів. Загалом з 1973 року було надано понад 7 000 стипендій[3].

#### Програма діалогу з медіа
У 2016 році Фонд започаткував програму «Міжнародний діалог журналістів та медіа» для просування свободи преси та медіа в усьому світі. Метою програми є зміцнення незалежної журналістики в країнах, де реалізуються проекти Фонду. Організовуються програми візитів та навчальні курси з акцентом на самоорганізації журналістів, етиці та альтернативних моделях фінансування. Інший фокус — робота з журналістами у вигнанні в Німеччині. У співпраці з берлінською щоденною газетою Der Tagesspiegel у майстернях створюються спеціальні випуски та додатки до газети з текстами журналістів-біженців.

### Регіональні представництва та місцеві офіси
Фонд Фрідріха Науманна за Свободу має вісім регіональних представництв і ще п'ять місцевих офісів у Німеччині.
- Länderbüro Norddeutschland in Lübeck, Hamburg und Schwerin: seit 2001, für Schleswig-Holstein, Hamburg und Mecklenburg-Vorpommern
- Länderbüro Berlin-Brandenburg in Berlin und Potsdam: seit 2007, für Berlin und Brandenburg
- Länderbüro Niedersachsen/Bremen in Hannover: seit 2001, für Niedersachsen und Bremen
- Länderbüro Mitteldeutschland in Halle (Saale), Erfurt und Leipzig: seit 2001, für Sachsen-Anhalt, Thüringen und Sachsen
- Landesbüro Nordrhein-Westfalen in Gummersbach: seit 2009, für Nordrhein-Westfalen
- Länderbüro Hessen/Rheinland-Pfalz in Wiesbaden: seit 2001, für Hessen und Rheinland-Pfalz
- Landesbüro Baden-Württemberg in Stuttgart: seit 2001, für Baden-Württemberg
- Landesbüro Bayern in München: seit 2001, für Bayern

## Робота за кордоном

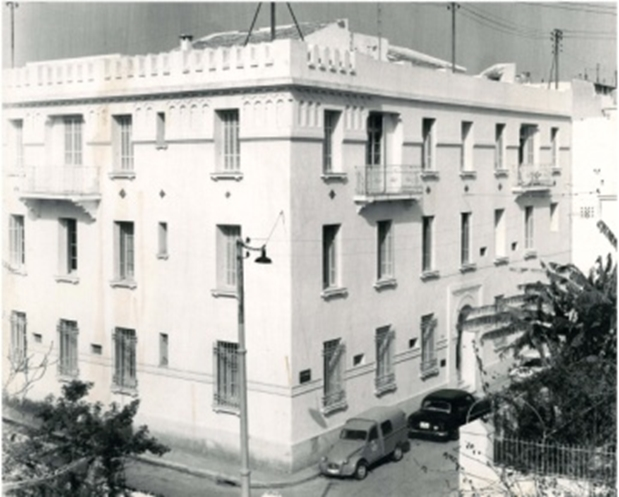
Перше іноземне представництво в Тунісі

1 липня 1963 року було засновано іноземний відділ Фонду Фрідріха Науманна за свободу, а перший іноземний проект розпочався на початку 1964 року з центру освіти дорослих у Тунісі. До кінця 1960-х років фонд також поширив свою присутність у Латинській Америці, південній Африці та Азії.
Сьогодні Фундація працює у близько шістдесяти країнах світу і представлена місцевими співробітниками у понад сорока країнах. Окрім традиційної співпраці з ліберальними партіями та мережами, її діяльність також включає підтримку правозахисних груп та організацій громадянського суспільства, підготовку журналістів та реалізацію проектів із захисту клімату.
Контроль за діяльністю організований децентралізовано. З цією метою у 2019 році фонд підтримує сім регіональних офісів у Брюсселі (Європейський та Трансатлантичний діалог), Софії (Південно-Східна та Східна Європа), Аммані (Близький Схід та Північна Африка), Бангкоку (Південно-Східна та Східна Азія), Нью-Делі (Південна Азія), Йоганнесбург (Африка на південь від Сахари) і Мехіко (Латинська Америка). Офіси фонду координують роботу понад сорока проектних офісів із загальною чисельністю майже 300 місцевих співробітників.
У Німеччині Міністерство закордонних справ інформує широку громадськість про міжнародні політичні питання та організовує спеціалізовані форуми з питань зовнішньої політики та політики розвитку для експертів з політики, бізнесу, академічних кіл та засобів масової інформації.
У квітні 2008 року, напередодні Олімпійських ігор, Китай поклав на ФНФ спільну відповідальність за всесвітні «антикитайські протести» і «спроби зірвати естафету вогню» через резолюції Конгресу США і Парламенту ЄС з критикою Китаю. Тоді ФФН підтвердив свою відданість Тибету.
Позиція фонду щодо військового перевороту проти президента Гондурасу Селайя була предметом публічної полеміки в 2009 році, а також невелике запитання від фракції Die Linke в Бундестазі, яка звинуватила фонд у підтримці військового перевороту в Гондурасі. Було зроблено посилання на звіти  написані регіональним менеджером ФФН у Гондурасі.  Фонд вважає, що обраний президент Селайя зробив неконституційну спробу отримати другий термін на посаді. Цей головний аргумент путчистів, підхоплений відповідальними за створення фонду, ймовірно, був фактично неправильним. Крім того, домінування лівих урядів у Латинській Америці викликало занепокоєння.   Точку зору фонду в основному поділяв тодішній федеральний уряд, у якому брала участь FDP. Діяльність фонду тут оцінили як «внесок у демократизацію та розвиток країни-партнера». 
У 2009 році FNF разом із трьома організаціями, які заперечують зміну клімату, Європейським інститутом клімату та енергії (EIKE), Неурядовою міжнародною групою експертів зі зміни клімату (NIPCC) та Комітетом за конструктивне майбутнє (CFACT), організували захід у напередодні кліматичної конференції ООН у Копенгагені 2009 року, куди Фреда Сінгера було запрошено як основного доповідача. 
У 2016 році фонд закрив своє представництво в Каїрі після сорока років, оскільки незалежна, самостійна робота була неможлива в умовах дедалі більш авторитарного режиму.  Потім фонд переніс свій регіональний офіс, який керує діяльністю фонду на Близькому Сході та в Північній Африці, до Аммана. 
У 2018 році фонд підтримав Соціально-ліберальну партію Жаїра Болсонару, якій спочатку було відмовлено. 
Після того, як наприкінці червня 2020 року в Гонконзі набув чинності новий закон про державну безпеку, Фонд закрив там свій офіс, оскільки безпека його співробітників більше не могла бути гарантована.
Згідно з повідомленнями La República, у Перу Фонд підтримує праві політичні групи.  На виборах у Перу 2021 року Фонд підтримав Кейко Фухіморі, доньку колишнього президента-диктатора Альберто Фухіморі, та її партію Fuerza Popular. На підтримку Фухіморі Фонд Фрідріха Науманна профінансував поїздку венесуельського опозиційного політика Леопольдо Лопеса до Перу.  Після того як Фухіморі програв вибори, фонд спонсорував праві групи, які планували усунути обраного президента Педро Кастільо з посади.  Інформаційний центр асоціації Перу e. В. розкритикував це у відкритому листі як пряме втручання та описав Фухіморі як «перевіреного противника демократичних практик». 
У квітні 2024 року Фонд свободи Фрідріха Науманна в Росії визнали небажаною організацією. Невдовзі після нападу на Україну у 2022 році було припинено роботу Фонду в Москві, реєстрація московського офісу була скасована.

### Україна
Представництво Фонду Фрідріха Науманна за Свободу в Україні та Білорусі є частиною проектного регіону Східна та Південно-Східна Європа. У 2005 р. Фонд розпочав свою діяльність в Україні, а в 2007 р. відкрився його київський офіс, що з 2009 р. також відповідає за Білорусь. Мета роботи Фонду Науманна в Україні – підтримка громадянського суспільства в його прагненні до самовизначення, демократії та ринкової економіки. Організація співпрацює з українськими політичними партіями, громадськими об’єднаннями й аналітичними центрами, а також сприяє встановленню контактів із політичними мережами в усьому світі [8]. В рамках роботи щодо розвитку внутрішньопартійної демократії Фонд співпрацював із молодіжними крилами «Батьківщини» та «Нашої України», а також партіями «Реформи і порядок», ПОРА та «Сила Людей». Після початку повномасштабної російсько-української війни 2022 р. на сайті Фонду Фрідріха Науманна за Свободу з’являється багато публікацій, присвячених воєнним, політичним, економічним та соціальним аспектам цієї події. На окрему увагу заслуговує підтримуваний представництвом Фонду в Україні спецпроект «Незламні» про долю українських жінок різних професій (юристок, журналісток, військових, освітян, мисткинь та ін.), діяльність яких відбувається в умовах воєнного часу.

## Берлінська промова про свободу
З 2007 року Фонд Фрідріха Науманна організовує щорічну Берлінську промову про свободу біля Бранденбурзьких воріт. У цьому форматі заходу (не плутати з Берлінською промовою) обрані спікери розглядають різні концепції свободи як фундаментальної цінності суспільства. У квітні 2011 року філософ Петер Слотердайк на запрошення Фонду виступив з промовою, яка отримала широке визнання і була опублікована під назвою «Стрес і свобода».

## Премії Фонду
Фонд Фрідріха Науманна за Свободу присуджує різні премії.

### Премія Свободи
Премія Свободи вручається кожні два роки з 2006 року в церкві Святого Павла у Франкфурті-на-Майні. Премія призначена для вшанування особистостей, які суттєво вплинули на розвиток ліберального громадянського суспільства і в такий спосіб сприяли подальшому розвитку ліберальних цілей і цінностей у Німеччині та Європі.

### Премія Раїфа Бадаві
Премія імені Раїфа Бадаві для відважних журналістів була заснована у 2015 році в пам'ять про ліберального саудівського блогера Раїфа Бадаві, який був засуджений до 1000 ударів батогом і десяти років ув'язнення за свої тексти, що критикували іслам. Нагорода присуджується журналістам або організаціям в ісламському світі. Вона також покликана привернути увагу до порушень прав людини.

### Премія Бориса Нємцова
За підтримки Фонду Фрідріха Науманна за Свободу Фонд Бориса Нємцова за Свободу з 2016 року вручає Премію Бориса Нємцова, яка присуджується людям, що проявили особливу відданість у боротьбі за свободу слова і в допомозі тим, кого переслідують за політичними, расовими або релігійними мотивами.

### Премія Вальтера Шееля
Премія імені Вальтера Шила вручається з 2011 року. Вона присуджується особам, які зробили видатний внесок у соціальне закріплення співпраці з метою розвитку. З 2015 року Фонд Фрідріха Науманна за Свободу разом з Фондом Вальтера Шееля та Freundeskreis Walter Scheel e. V. є офіційною організацією, що присуджує премію.

### Премія Вольфа Еріха Келлнера
Фонд Науманна (Архів лібералізму) управляє Меморіальним фондом Вольфа Еріха Келлнера та Премією Вольфа Еріха Келлнера на фідуціарній основі. Починаючи з 1966 року, ця академічна премія присуджується щорічно за роботи, «які мають наукову цінність і стосуються основ, історії та політики лібералізму в Німеччині, Європі та за її межами».

### Премія Карла Германа Флаха
Премія Карла Германа Флаха за «особливий внесок у подальший розвиток політичного лібералізму» присуджувалася з 1976 по 2000 рік Фондом Фрідріха Науманна, а з 2010 року - ліберальним Фондом Карла Германа Флаха.

## Видання
Фонд Фрідріха Науманна за Свободу регулярно публікує звіти, дослідження та аналітичні матеріали на свої ключові теми.
Фонд Фрідріха Науманна за Свободу видає журнал «Ліберал»(нім. Liberal) — Журнал за свободу з 1982 року. Журнал виходить шість разів на рік. З 1989 року видається академічний журнал «Щорічник досліджень з лібералізму» (нім. Jahrbuch zur Liberalismus-Forschung), що містить матеріали щорічного Колоквіуму з лібералізму Архіву лібералізму.

## Зовнішні посилання
- Website der Friedrich-Naumann-Stiftung für die Freiheit
- Suche nach Friedrich-Naumann-Stiftung für die Freiheit. In: Deutsche Digitale Bibliothek
- englischsprachige Webseite der Auslandsarbeit
- Publikationsverzeichnis der Stiftung
- Українське представництво Фонду